# Acraea helvimaculata
Acraea helvimaculata är en fjärilsart som beskrevs av Eltringham 1912. Acraea helvimaculata ingår i släktet Acraea och familjen praktfjärilar. Inga underarter finns listade i Catalogue of Life.